# Rineloricaria steindachneri
Rineloricaria steindachneri es una especie de peces de la familia Loricariidae en el orden de los Siluriformes.

## Morfología
Los machos pueden llegar alcanzar los 19 cm de longitud total.

## Distribución geográfica
Se encuentra en los ríos costeros del noreste de Brasil.